# Zaborze (powiat oświęcimski)
Zaborze – wieś sołecka w Polsce położona w województwie małopolskim, w powiecie oświęcimskim, w gminie Oświęcim. Obecnie sołectwo liczy 2464 mieszkańców.

## Części wsi
| SIMC    | Nazwa     | Rodzaj     |
| ------- | --------- | ---------- |
| 0064193 | Borowiec  | przysiółek |
| 0064170 | Jezioro   | część wsi  |
| 0064187 | Węgielnik | część wsi  |

## Historia
Historia Zaborza związana jest z historią Grojca, ponieważ powstało ono w ramach gospodarki, głównie rybnej, właścicieli Grojca. Oddzielone zalesieniem od strony Grojca uzyskało nazwę topograficzną, na potwierdzenie której w aktach miejskich Oświęcimia spotyka się określenie "Podborze". Przynależność Zaborza do Grojca potwierdzają akta parafialne.
Zaborze stanowiło więc klucz dóbr Grojeckich do II połowy XIX wieku, a pierwszymi odrębnymi ich właścicielami byli spadkobiercy Kornela Chwaliboga, którzy na początku XX wieku dobra te wraz ze stawami i dworkiem, sprzedali baronowi Janowi Czeczowi.
W związku z reformą administracyjną kraju jesienią 1954, zachodnią część Zaborza włączono do Oświęcimia. 
W latach 1975–1998 miejscowość należała administracyjnie do województwa bielskiego.